# Reitwein
Reitwein település Németországban, azon belül Brandenburgban. Lakosainak száma 491 fő (2023. december 31.). Reitwein Lebus és Podelzig községekkel határos.

## Népesség
A település népességének változása:
| Lakosok száma | 477  | 470  | 449  | 478  | 491  |
|               | 2017 | 2019 | 2021 | 2022 | 2023 |